# Òscar de la Riva Aguado
Òscar de la Riva Aguado, (Barcelona, 17 de juliol el 1972) és un jugador d'escacs català, que té el títol de Gran Mestre des de 2004; juga representant la Federació Andorrana des de 2000. Va obtenir molts èxits a nivell català i espanyol en les seves etapes infantil i juvenil. Obtingué el títol de Mestre Internacional el 1994, i el de Gran Mestre el 2004. Va ser guardonat el 1989 amb la Insígnia de Plata de la Federació Catalana d'Escacs.
A la llista d'Elo de la FIDE de l'abril de 2022, hi tenia un Elo de 2429 punts, cosa que en feia el jugador número 3 (en actiu) d'Andorra. El seu màxim Elo va ser de 2556 punts, a la llista d'abril de 2004 (posició 265 al rànquing mundial).

## Resultats destacats en competició
De la Riva es proclamà Campió de Catalunya absolut en dues ocasions, els anys 1990 i 1992. El 2003 va guanyar el Campionat d'Espanya d'escacs, a Burgos, tot vencent en el desempat de la final a Gabriel del Rio per 2-0, després d'eliminar en Miquel Illescas en semifinals.
El 2005 participà en el fortíssim XV Torneig de Pamplona (Categoria XVI), on hi era de llarg el jugador amb pitjor rànquing, i hi acabà en darrer lloc (el campió fou Ruslan Ponomariov).
Ha estat sis cops campió absolut d'Andorra en els anys 2000, 2001, 2007, 2012, 2014 i 2015.

### Participació en olimpíades d'escacs
De la Riva ha participat, representant Andorra, en set Olimpíades d'escacs entre els anys 2000 i 2012 (sempre com a 1r tauler), amb un resultat de (+38 =36 –7), per un 69,1% de la puntuació.